# Quebrada Los García
La Quebrada Los García es un pequeño curso de agua que atraviesa la ciudad de Caracas en dirección norte a sur; nace en los linderos del parque nacional El Ávila cruza al oeste de la urbanización La Florida y desemboca en la margen norte del río Guaire a nivel de Bello Monte a unos 50 metros al este de la confluencia del río Guaire con el río El Valle  al frente a la cara Norte de Ciudad Banesco 10°29′23″N 66°52′45″O / 10.48972, -66.87917